# 藤岡長和

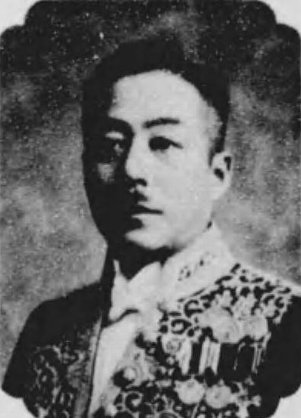
藤岡長和

藤岡 長和（ふじおか ながかず、1888年（明治21年）5月13日 - 1966年3月6日）は、奈良県宇智郡北宇智村近内（現五條市）出身の内務官僚、俳人（俳号：玉骨）。奈良県宇智郡北宇智村初代村長の藤岡長二郎の長男。

## 略歴
- 北宇智尋常小学校（現五條市立北宇智小学校）、五條高等小学校（現五條市立五條小学校）、1905年奈良県立五條中学校（現奈良県立五條高等学校）卒業[2]
- 旧制第三高等学校、東京帝国大学法学部政治学科(1914)卒業。
- 1928年（昭和3年） - 徳島県内務部長。
- 1933年（昭和8年） - 佐賀県知事（官選）に就任。
- 1934年（昭和9年） - 和歌山県知事（官選）に就任。
- 1936年（昭和11年） - 熊本県知事（官選）に就任。
- 1939年（昭和14年） - 退官。熊本県知事から天下りし、岸和田紡績の常務。
- 1943年（昭和18年） - 大日本紡績常務
- 戦後、公職追放となる[4]。

## 藤岡家住宅
自宅「藤岡家住宅」（奈良県五條市）は2006年（平成18年）、国の登録有形文化財に登録された。

## 親族
- 弟 藤岡長敏（内務官僚）[3]